# Geneva Seahawks
 (avril 2025).
Motif : Où sont les sources secondaires consacrées à ce club dans un sport à la couverture médiatique plus que limitée en Suisse ?
- Archive Wikiwix
- Bing
- Cairn
- DuckDuckGo
- E. Universalis
- Gallica
- Google
- G. Books
- G. News
- G. Scholar
- Persée
- Qwant
- (zh) Baidu
- (ru) Yandex
- (wd) trouver des œuvres sur Wikidata

| 1. | Préciser le motif de la pose du bandeau. | Précisez le motif de la pose du bandeau en utilisant la syntaxe suivante : {{admissibilité à vérifier\|date=avril 2025\|motif=remplacez ce texte par le motif}}                      |
| 2. | Informer les utilisateurs concernés.     | Pensez à avertir le créateur de l'article, par exemple, en insérant le code ci-dessous sur sa page de discussion : {{subst:avertissement admissibilité à vérifier\|Geneva Seahawks}} |

Stade
Maillots
Champion 1991
Le club sportif des Geneva Seahawks est une franchise suisse de football américain basée en Suisse romande à Genève et qui évolue au sein de la Nationale A (Division 1) du Championnat de Suisse de football américain (SAFV).

## Historique
Le club est fondé le 27 août 1986 par Richard Ray. Deux ans après, les Seahawks participent au championnat suisse au sein de la Nationale B et sont de suite promus en Nationale A. Un an plus tard, en 1990, sous els ordres de l'entraîneur principal  américain James Simone (ancien joueur de l'université Brown), les Seahawks atteignent les playoffs pour la première fois de leur histoire. En 1991, ils deviennent champions de Suisse. 
En coupe d'Europe 1992, ils perdent 16 à 44 contre les Jaguars de Turin (Giaguari Torino), futurs finalistes contre les Amsterdam Crusaders.
En 2015, malgré un petit budget, ils engagent l'expérimenté entraîneur américain Kirk Mastromatteo lequel avait entraîné des clubs tels que Vukovi Belgrade (Ligue A Serbe) et l'université d'État de Norfolk (NCAA Division I FCS). Ils engagent également le quarterback Michael McCarthy arrivant de l'université d'État de Bridgewater (NCAA Division III).
En 2018, les Seahawks atteignent la finale du Swiss Bowl. Opposés aux Calanda Broncos ils s'inclinent et terminent 2e du championnat. Une équipe féminine de flag football est créée en septembre 2018 et elle termine 3e de son championnat.  
En 2019, sur leur nouveau terrain, les Seahawks bénéficient du renfort au poste de quarterback d'un apport du Canada. Ils affrontent à nouveau les Calanda Broncos en finale mais sont à nouveau battus. L'équipe junior remporte la coupe 2019 face aux Thun Tigers.  

## Palmarès
| Seniors | Jeunes                                                   | Flag football |
| --- | -------------------------------------------------------- | --- |
| - Ligue Nationale A (LN A) : 1991 - Ligue Nationale B (LN B) : 1999, 2008, 2013 - Ligue Nationale C (LN C) : 2011 - Ligue Romande de Football Américain (NSFL) : 2011, 2012, 2013, 2014 | - Championnat de Suisse juniors : 2005, 2006, 2015, 2019 | - Championnat de Suisse U16 : 2008, 2011, 2012, 2013, 2014, 2015, 2016, 2017 - Championnat de Suisse U13 : 2009, 2011, 2013 |

## Bilan saison par saison
| Saison | Division                                                                     | Classement                                                                       | M.J.                                                                             | Vic.                                                                             | Nuls                                                                             | Déf.                                                                             | Pts pour                                                                         | Pts contre                                                                       | Playoffs                                                                         | Bilan de la saison                                                               |
| ------ | ---------------------------------------------------------------------------- | -------------------------------------------------------------------------------- | -------------------------------------------------------------------------------- | -------------------------------------------------------------------------------- | -------------------------------------------------------------------------------- | -------------------------------------------------------------------------------- | -------------------------------------------------------------------------------- | -------------------------------------------------------------------------------- | -------------------------------------------------------------------------------- | -------------------------------------------------------------------------------- |
| 1988   | LN B                                                                         | 4e                                                                               | 9                                                                                | 4                                                                                | 1                                                                                | 4                                                                                | 175                                                                              | 164                                                                              | -                                                                                | -                                                                                |
| 1989   | LN B                                                                         | 1er poule Ouest                                                                  | 4                                                                                | 4                                                                                | 0                                                                                | 0                                                                                | 196                                                                              | 12                                                                               | -                                                                                | -                                                                                |
| 1990   | LN A                                                                         | 2e                                                                               | 6                                                                                | 5                                                                                | 0                                                                                | 1                                                                                | 134                                                                              | 50                                                                               | 3e                                                                               | -                                                                                |
| 1991   | LN A                                                                         | 1er                                                                              | 10                                                                               | 10                                                                               | 0                                                                                | 0                                                                                | 246                                                                              | 49                                                                               | Champion                                                                         | -                                                                                |
| 1992   | LN A                                                                         | 3e                                                                               | 6                                                                                | 5                                                                                | 0                                                                                | 1                                                                                | 114                                                                              | 58                                                                               | 3e                                                                               | -                                                                                |
| 1993   | LN A                                                                         | 4e                                                                               | 8                                                                                | 2                                                                                | 0                                                                                | 6                                                                                | 79                                                                               | 147                                                                              | 4e                                                                               | -                                                                                |
| 1994   | LN A                                                                         | 1er poule Ouest                                                                  | 8                                                                                | 8                                                                                | 0                                                                                | 0                                                                                | 347                                                                              | 8                                                                                | Finaliste                                                                        | -                                                                                |
| 1995   | LN A                                                                         | 1er poule Ouest                                                                  | 8                                                                                | 7                                                                                | 0                                                                                | 1                                                                                | 268                                                                              | 51                                                                               | Finaliste                                                                        | -                                                                                |
| 1996   | LN A                                                                         | 2e                                                                               | 8                                                                                | 7                                                                                | 0                                                                                | 1                                                                                | 275                                                                              | 74                                                                               | Finaliste                                                                        | -                                                                                |
| 1997   | LN A                                                                         | 6e                                                                               | 4                                                                                | 1                                                                                | 0                                                                                | 3                                                                                | 30                                                                               | 106                                                                              | -                                                                                | Forfait général (rétrogradé en Division 2)                                       |
| 1998   | LN B                                                                         | 2e                                                                               | 9                                                                                | 7                                                                                | 0                                                                                | 2                                                                                | 251                                                                              | 115                                                                              | Demi-finaliste                                                                   | -                                                                                |
| 1999   | LN B                                                                         | 1er                                                                              | 7                                                                                | 7                                                                                | 0                                                                                | 0                                                                                | 257                                                                              | 30                                                                               | Champion                                                                         | -                                                                                |
| 2000   | LN A                                                                         | 4e                                                                               | 7                                                                                | 2                                                                                | 0                                                                                | 5                                                                                | 112                                                                              | 127                                                                              | Demi-finaliste                                                                   | -                                                                                |
| 2001   | LN A                                                                         | 7e                                                                               | 9                                                                                | 3                                                                                | 0                                                                                | 6                                                                                | 107                                                                              | 145                                                                              | -                                                                                | -                                                                                |
| 2002   | pas d'équipe senior engagée en championnat                                   | pas d'équipe senior engagée en championnat                                       | pas d'équipe senior engagée en championnat                                       | pas d'équipe senior engagée en championnat                                       | pas d'équipe senior engagée en championnat                                       | pas d'équipe senior engagée en championnat                                       | pas d'équipe senior engagée en championnat                                       | pas d'équipe senior engagée en championnat                                       | pas d'équipe senior engagée en championnat                                       | pas d'équipe senior engagée en championnat                                       |
| 2003   | LN A                                                                         | 10e                                                                              | 9                                                                                | 0                                                                                | 1                                                                                | 8                                                                                | 0                                                                                | 400                                                                              | -                                                                                | -                                                                                |
| 2004   | LN A                                                                         | 8e                                                                               | 9                                                                                | 1                                                                                | 0                                                                                | 8                                                                                | 70                                                                               | 317                                                                              | -                                                                                | -                                                                                |
| 2005   | LN B                                                                         | 5e                                                                               | 8                                                                                | 2                                                                                | 0                                                                                | 6                                                                                | 100                                                                              | 272                                                                              | -                                                                                | -                                                                                |
| 2006   | LN B                                                                         | 4e                                                                               | 8                                                                                | 3                                                                                | 0                                                                                | 5                                                                                | 100                                                                              | 215                                                                              | Demi-finaliste                                                                   | -                                                                                |
| 2007   | LN B                                                                         | 1er                                                                              | 8                                                                                | 6                                                                                | 0                                                                                | 2                                                                                | 228                                                                              | 86                                                                               | Finaliste                                                                        | -                                                                                |
| 2008   | LN B                                                                         | -                                                                                | -                                                                                | -                                                                                | -                                                                                | -                                                                                | -                                                                                | -                                                                                | Champion                                                                         | -                                                                                |
| 2009   | LN A                                                                         | 5e                                                                               | 8                                                                                | 0                                                                                | 8                                                                                | 0                                                                                | 19                                                                               | 411                                                                              | -                                                                                | Descente en Division 2 (LN B)                                                    |
| 2010   | À la suite d'un forfait général l'équipe est rétrogradée en Division 3 (LNC) | À la suite d'un forfait général l'équipe est rétrogradée en Division 3 (LNC)     | À la suite d'un forfait général l'équipe est rétrogradée en Division 3 (LNC)     | À la suite d'un forfait général l'équipe est rétrogradée en Division 3 (LNC)     | À la suite d'un forfait général l'équipe est rétrogradée en Division 3 (LNC)     | À la suite d'un forfait général l'équipe est rétrogradée en Division 3 (LNC)     | À la suite d'un forfait général l'équipe est rétrogradée en Division 3 (LNC)     | À la suite d'un forfait général l'équipe est rétrogradée en Division 3 (LNC)     | À la suite d'un forfait général l'équipe est rétrogradée en Division 3 (LNC)     | À la suite d'un forfait général l'équipe est rétrogradée en Division 3 (LNC)     |
| 2011   | LN C                                                                         | 1er                                                                              | 5                                                                                | 4                                                                                | 0                                                                                | 1                                                                                | 180                                                                              | 56                                                                               | Champion                                                                         | Vainqueur match de barrage 52-6 contre Neuchatel Knights (Montée de Div 2)       |
| 2012   | LN B                                                                         | 5e                                                                               | 10                                                                               | 2                                                                                | 0                                                                                | 8                                                                                | 62                                                                               | 190                                                                              | -                                                                                | -                                                                                |
| 2013   | LN B                                                                         | 1er                                                                              | 8                                                                                | 7                                                                                | 0                                                                                | 1                                                                                | 201                                                                              | 90                                                                               | Champion                                                                         | Battu en match de barrage 50-0 par Bienna Jets (reste en Division 2)             |
| 2014   | LN B                                                                         | 2e                                                                               | 10                                                                               | 7                                                                                | 0                                                                                | 3                                                                                | 264                                                                              | 189                                                                              | -                                                                                | -                                                                                |
| 2015   | LN B                                                                         | 2e                                                                               | 8                                                                                | 6                                                                                | 2                                                                                | 0                                                                                | 358                                                                              | 122                                                                              | -                                                                                | -                                                                                |
| 2016   | LN B                                                                         | 1er                                                                              | 10                                                                               | 8                                                                                | 1                                                                                | 1                                                                                | 421                                                                              | 81                                                                               | Champion                                                                         | Montée en Division A (Victoire barrage 37-7 contre Zurich Renegades)             |
| 2017   | LN A                                                                         | 5e                                                                               | 10                                                                               | 4                                                                                | 6                                                                                | 0                                                                                | 256                                                                              | 282                                                                              | -                                                                                | -                                                                                |
| 2018   | LN A                                                                         | 2e                                                                               | 10                                                                               | 6                                                                                | 4                                                                                | 0                                                                                | 346                                                                              | 247                                                                              | Finaliste                                                                        | Battus 42 à 6 par Calanda Broncos lors du Swiss Bowl                             |
| 2019   | LN A                                                                         | 2e                                                                               | 10                                                                               | 8                                                                                | 2                                                                                | 0                                                                                | 259                                                                              | 144                                                                              | Finaliste                                                                        | Battus 31 à 0 par Calanda Broncos lors du Swiss Bowl                             |
| 2020   | LN A                                                                         | À la suite de la Pandémie de Covid-19, la saison 2020 a été annulée par la SAFV. | À la suite de la Pandémie de Covid-19, la saison 2020 a été annulée par la SAFV. | À la suite de la Pandémie de Covid-19, la saison 2020 a été annulée par la SAFV. | À la suite de la Pandémie de Covid-19, la saison 2020 a été annulée par la SAFV. | À la suite de la Pandémie de Covid-19, la saison 2020 a été annulée par la SAFV. | À la suite de la Pandémie de Covid-19, la saison 2020 a été annulée par la SAFV. | À la suite de la Pandémie de Covid-19, la saison 2020 a été annulée par la SAFV. | À la suite de la Pandémie de Covid-19, la saison 2020 a été annulée par la SAFV. | À la suite de la Pandémie de Covid-19, la saison 2020 a été annulée par la SAFV. |